# Pantomallus proletarius
Pantomallus proletarius es una especie de escarabajo del género Pantomallus, tribu Eburiini, subfamilia Cerambycinae. Fue descrita científicamente por Erichson en 1847.
La especie se mantiene activa durante los meses de octubre y noviembre.

## Descripción
Mide 20,2-22 milímetros de longitud.

## Distribución
Se distribuye por Bolivia y Perú.